# Паулу, Жулиан Матеуш
Жулиа́н Мате́уш Па́улу, известен как Дину Матрос (порт. Julião Mateus Paulo, Dino Matross; 30 декабря 1942, провинция Бенго, Ангола) — ангольский политик и государственный деятель, бывший член Политбюро МПЛА, министр госбезопасности НРА в 1981—1986 годах, генеральный секретарь МПЛА в 2003—2016 годах. Участник гражданской войны и политических репрессий. Идеолог «жёсткой линии», обвинялся также в коррупционных злоупотреблениях. Выведен из партийно-государственного руководства при президенте Лоренсу.

## Активист МПЛА
Жулиан Матеуш Паулу родился 30 декабря 1942 года в деревенской семье из района Данде на севере Анголы. Начальное образование получил в методистской школе протестантской миссии. В 1954 году окончил среднюю школу в Луанде и поступил в промышленное училище, осваивал специальность электротехника.
Отец Жулиана Матеуша Паулу, активист антиколониального движения, в 1961 году был арестован ПИДЕ и пропал без вести.
Из-за преследований португальских колониальных властей Жулиан Матеуш Паулу был вынужден эмигрировать. Впоследствии завершил электротехническое образование в ВНР и получил юридическое в Университете Агостиньо Нето.
В 1963 году Жулиан Матеуш Паулу вступил в МПЛА. Примкнул к партизанским формированиям ЭПЛА. В 1966 году нелегально вернулся в Анголу, участвовал в антиколониальной вооружённой борьбе в Мошико. Принял псевдоним Дину Матрос, ставший личным именем. Идеологически стоял на ортодоксальных коммунистических позициях, политически был сторонником Агостиньо Нето и Лусио Лары. Поддерживал связи с Компартией Кубы, участвовал в гаванской «Трёхконтинентальной конференции» OSPAAL.

## Партийно-государственный деятель
11 ноября 1975 года была провозглашена независимость Народной Республики Ангола под властью МПЛА. Президентом НРА стал Агостиньо Нето. Дину Матрос сделал стремительную карьеру в партийном и силовом аппарате. Был окружным политкомиссаром и секретарём провинциальной парторганизации МПЛА в Бенгеле, заместителем начальника политуправления вооружённых сил НРА — ФАПЛА, заместителем министра обороны НРА по политическим вопросам.
В качестве военно-политического функционера Дину Матрос участвовал в гражданской войне правительства МПЛА с антикоммунистическим повстанческим движением УНИТА. Сыграл заметную роль в подавлении мятежа «фракционеров» и последующих репрессиях. Признавал своё участие в расправе над товарищами по МПЛА, но предпочитал подробно об этом не высказываться, напоминая о свидетелях. Именно после этих событий Дину Матрос занял пост политкомиссара ФАПЛА — для искоренения влияния мятежников в армейском политаппарате.
10 сентября 1979 года умер Агостиньо Нето. Главой партии и государства стал Жозе Эдуарду душ Сантуш. Дину Матрос входил в ближний круг второго президента Анголы. В 1980 году он стал членом Политбюро и секретарём ЦК МПЛА по обороне, безопасности и делам ветеранов. В 1981 году сменил Кунди Пайхаму во главе Министерства госбезопасности (MINSE) — главном органе политических репрессий в Анголе 1980-х годов. Занимал этот пост до 1986 года. Одновременно являлся депутатом Национальной ассамблеи. После того как на руководство MINSE вернулся Кунди Пайхама, Дину Матрос перешёл на пост секретаря ЦК по юридическим вопросам и судебным органам.
Дину Матрос курировал в МПЛА систему идеологического контроля (российские наблюдатели характеризовали Дину Матроса как «ангольского Володина»), контролировал разветвлённую систему партийных организаций МПЛА. В 1975—1990 годах он придерживался марксизма-ленинизма и жёстко проводил ортодоксальную идеологическую линию. Однако политические реформы начала 1990-х, отказ МПЛА от марксистско-ленинской идеологии не привели к концу его политической карьеры. Дину Матрос перешёл на фразеологию демократического социализма, представлял МПЛА в Социалистическом интернационале, являлся вице-председателем Социнтерна. В то же время в публичных выступлениях Дину Матрос обращался к традициям и образам военных времён, проводил эту линию в партийной пропаганде.
В 1992 году Дину Матрос вновь был избран депутатом Национальной ассамблеи от МПЛА — на выборах, которые привели к резне Хэллоуин. Переизбирался в 2008, 2012, 2017 годах. С 1998 по 2004 год занимал пост первого вице-спикера ангольского парламента.
В 2003—2016 годах Дину Матрос являлся генеральным секретарём МПЛА. Контролировал разветвлённую систему партийных организаций МПЛА. Во второй половине 2010-х годов политические позиции Дину Матроса начали ослабевать: в 2016 году, ещё при правлении душ Сантуша, Дину Матрос уступил пост генерального секретаря Паулу Кассоме (в дальнейшем эту должность занял Алвару Боавида Нето, затем Паулу Помболо) и до 2018 года оставался секретарём ЦК по международным связям. Неуклонно проводил курс президента душ Сантуша.
В 2016 году Дину Матрос издал свои мемуары. В марте 2018 года Союз писателей Анголы выпустил книгу «Националист Жулиан Матеуш Паулу Дину Матрос».

## Проводник жёсткого курса
Дину Матрос занимал подчёркнуто жёсткую позицию в отношении ангольской оппозиции. Выступал с открытыми угрозами в период молодёжных волнений весны 2011 года, возглавляемых рэпером Иконокластой:

Каждый, кто выйдет, своё получит.

В 2013 году, выступая перед партактивом МПЛА в районе Кафунфо (провинция Северная Лунда, имеет важное значение как центр добычи алмазов), Дину Матрос заявил, что оппозиция в лице Кабинда кабиндских сепаратистов ФЛЕК и партии КАСА, фрондирующей интеллигенции будет подавлена и уничтожена подобно повстанческим движениям гражданской войны:

У нас есть деньги и военные возможности. Никакой африканский или международный суд не привлечёт нас к ответу.

Дину Матрос

При участии Дину Матроса был осуществлён перехват руководства в оппозиционной партии ФНЛА: отстранён Нгола Кабангу, ориентированный на традиции Холдена Роберто, председателем стал лояльный МПЛА Лукас Нгонда Бенги. В отношении УНИТА Дину Матрос занимал конфронтационную позицию. Выступал против перезахоронения Жонаша Савимби в Андуло, даже когда высшее руководство дало на это принципиальное согласие (перезахоронение состоялось 1 июня 2019).
Дину Матрос причислялся к лидерам «жёсткой линии», наряду с такими деятелями, как Кунди Пайхама и Бенту Бенту. Такая оценка подтвердилась позицией Дину Матроса в важном политическом вопросе о перезахоронении Жонаша Савимби в Андуло, чего много лет добивалась оппозиционная УНИТА. Дину Матрос до конца выступал против этого проекта, даже когда высшее руководство дало принципиальное согласие (перезахоронение состоялось 1 июня 2019)

## Идеолог партийной власти
После ухода Жозе Эдуарду душ Сантуша с поста президента Анголы и избрания Жуана Лоренсу в сентябре 2017 года в риторике Дину Матроса были отмечены некоторые изменения, сообразные «ангольской Оттепели». В его выступлениях, особенно на форумах Социнтерна, зазвучали мотивы социальной справедливости и прав человека. Дину Матрос участвовал во встрече нового президента с оппозиционными политиками, включая лидера УНИТА Исайаша Самакуву, позитивно оценивал диалог.
Но при этом Дину Матрос неоднократно подчёркивал, что новый президент согласовывает все политические решения с партийным руководством, то есть в целом продолжает прежний курс. Негативно отзывался о бывшем вице-президенте Мануэле Висенте (который причислялся к группе относительно либеральных технократов). Другим инструментом контроля он называл Национальную ассамблею, большинство в которой принадлежит МПЛА. Резкую реакцию вызвало заявление Дину Матроса о том, что ангольскую политику по-прежнему определяет Жозе Эдуарду душ Сантуш как председатель МПЛА, тогда как президент Лоренсу обязан подчиняться партии. Критики охарактеризовали это как позицию «динозавра юрского периода». Но эту установку Дину Матроса повторил в конце 2017 года вице-президент Анголы Борниту ди Соуза.
Такого рода высказывания потеряли актуальность с сентября 2018, когда президент Лоренсу сменил душ Сантуша на посту председателя МПЛА (в 2022 экс-президент скончался). Практически сразу Дину Матрос был снят с секретарской должности и выведен из состава Политбюро. Тогда же он стал выступать за ограничение президентских полномочий двумя сроками, то есть 10 годами, как то и предусмотрено Конституцией Анголы — чего не требовал при почти сорокалетнем правлении душ Сантуша.
Выступая публично, Дину Матрос с подчёркнутой лояльностью оценивает деятельность Жуана Лоренсу на президентском посту. Наблюдатели полагают, что такие высказывания имеют целью скрыть остроту закулисной борьбы в руководстве МПЛА. Дину Матрос в этом контексте причисляется к ведущим «эдуардисташ» — консервативному крылу, выступающему за сохранение основ режима, сложившихся при душ Сантуше. В этом же контексте рассматривалась выраженная им глубокая печаль о состоянии здоровья душ Сантуша (незадолго до его смерти) и скорбь в связи с кончиной Пайхамы.

## Бизнес и обвинения в коррупции
Дину Матрос вместе с Жуаном Лоренсу (тогда — вице-председателем Национальной ассамблеи Анголы) заключил в 2009 году инвестиционный контракт с государством на учреждение пивной компании Companhia de Cervejas de Angola S.A. Холдинг включает завод в Бенго, компанию с кипрской регистрацией, несколько юридических фирм. Основной акционер одной из структур холдинга Карлуш Фейжо (обвинялся международной антикоррупционной НПО Global Witness в хищении бюджетных средств) является юридическим консультантом государственной нефтяной компании Sonangol.
Летом 2012 года вокруг Дину Матроса возник скандал. Появилась информация о том, что некоторые активисты МПЛА получали назначения на партийные посты за денежные выплаты генеральному секретарю. Оппозиция давно обвиняла Дину Матроса в коррумпированности.
Личное состояние Дину Матроса оценивается свыше 100 миллионов долларов. Он принадлежит к основным владельцам предприятия Lar Patriota, занимающегося операциями с земельными участками (пайщиками этого кооператива являются генералы и высшие офицеры ФАА).
Сам Дину Матрос не оспаривает этих данных, признаёт наличие собственного бизнеса, но при этом жалуется на бытовые денежные затруднения и призывает бороться с коррупцией.